# Tonatia
Tonatia és un gènere de ratpenats de la família dels fil·lostòmids que viuen a Meso-amèrica i Sud-amèrica.

## Taxonomia
- Ratpenat d'orelles rodones de Spix (Tonatia bidens)
- Tonatia saurophila